# اوریجین‌ایر
اوریجین‌ایر (به انگلیسی: Originair) یک شرکت هواپیمایی با کد یاتا OG است که در تاریخ ۲۰۱۵ میلادی تأسیس شده و در تاریخ ۱۲ اوت ۲۰۱۵ فعالیتش را آغاز کرده‌است.
دفتر مرکزی اوریجین‌ایر در نلسون، نیوزیلند واقع شده‌است و قطب این شرکت هواپیمایی در نلسون، نیوزیلند قرار دارد و به ۲ مقصد، پرواز مستقیم انجام می‌دهد.

## مقصدهای پروازی
- نلسون، نیوزلند - فرودگاه نلسون (نیوزیلند)
- پالمرستون نورث - فرودگاه بین‌المللی پالمرستون نورث